# Armand-Pierre Caussin de Perceval
Pour les articles homonymes, voir Caussin et Perceval.
Armand Pierre Caussin de Perceval, né à Paris le 11 janvier 1795 et mort à Paris le 15 janvier 1871, est un orientaliste et lexicographe français.

## Biographie
En 1814, il se rend à Constantinople en tant qu'élève drogman, puis voyage en Turquie et au Liban, où il passe un an parmi les maronites avant de devenir interprète à Alep. De retour à Paris, il est nommé professeur d'arabe moderne à l'École des langues orientales, en 1820, puis professeur d'arabe au Collège de France, en 1833. Il est élu à l'Académie des inscriptions et belles-lettres en 1849.
Son principal ouvrage, intitulé Essai sur l'histoire des Arabes avant l'islamisme, s'appuie en grande partie sur le Kitáb al-Agháni (Livre des chants) d'Abu al-Faraj, lequel est une véritable mine d'informations sur la vie et les coutumes des Arabes aux temps pré-islamiques et ne sera publié que quarante ans plus tard en Égypte. Toutefois, l'autorité à laquelle il fait le plus référence est Ibn Khaldoun. Dans cet ouvrage (t. 2), il donne la première traduction française des Mouallakat (appelés alors "Moàllaca").
Son père Jean Jacques Antoine Caussin de Perceval (1759-1835) avait été professeur d'arabe au Collège de France avant lui.

## Principaux ouvrages
- Précis historique de la guerre des Turcs contre les Russes, depuis l'année 1769 jusqu'à l'année 1774, tiré des Annales de l'historien turc Vassif-Efendi, 1822.
- Dictionnaire français-arabe, par Ellious Bocthor, revu et augmenté par A. Caussin de Perceval, 1828-1829.
- Grammaire arabe vulgaire pour les dialectes d'Orient et de Barbarie, 1833.
- Essai sur l'histoire des Arabes avant l'islamisme, pendant l'époque de Mahomet et jusqu'à la réduction de toutes les tribus sous la loi musulmane, 1847-1848.
- Notices anecdotiques sur les principaux musiciens arabes des trois premiers siècles de l'islamisme, 1874.